# Mark Davies (évêque de Shrewsbury)
Pour les articles homonymes, voir Mark Davies et Davies.
Mark Davies (né le 12 mai 1959 à Manchester) est un ecclésiastique britannique de confession catholique romaine. Il est ordonné évêque en 2010. Il est d'abord évêque coadjuteur du diocèse de Shrewsbury, avant d'en prendre la tête en octobre 2010.

## Carrière
Après avoir effectué ses premières études à Manchester et Stockport, Mark Davies entame ses études supérieures à l'université de Durham et entreprend une formation en vue de la prêtrise au sein de l'Ushaw College de Durham. Il  est ordonné prêtre le 11 février 1984 par Thomas Holland (en), évêque de Salford, pour être incardiné dans ce diocèse.
Il obtient pour premier poste un rôle de prêtre assistant à la paroisse Our Lady of Grace de Prestwich où il ne reste que quelques mois, avant de rejoindre la paroisse St Mary de Swinton. En janvier 1988, il est nommé secrétaire particulier de Patrick Kelly, alors évêque de Salford. Il reprend un travail pastoral en paroisse en décembre 1992, ayant cette fois en charge la paroisse St John Bosco de Blackley à Manchester ; il est également doyen du Nord Manchester.
En 2003, il est nommé vicaire général du diocèse de Salford, et est parallèlement affecté dans différentes paroisses. Il quitte ce diocèse quand il est nommé évêque coadjuteur pour le diocèse de Shrewsbury. La consécration épiscopale a lieu le 22 février 2010. À cette occasion, qui est la fête de la chaire de saint Pierre, le nouvel évêque insiste sur « le lien vital de foi et de loyauté qui nous unit avec le successeur de l'apôtre Pierre ». Le principal consécrateur est l'évêque en titre Brian Noble (en), assisté de l'archevêque de Liverpool Patrick Kelly et de l'évêque de Salford, Terence Brain (en).
Le 1er octobre suivant, l'évêque Brian Noble se retire et Mark Davies lui succède,.
En août 2011, lors des journées mondiales de la jeunesse, l'évêque de Shrewsbury propose aux jeunes pèlerins britanniques une catéchèse sur le rôle du pape, comme successeur de l'apôtre Pierre, garant de l'unité et de la fidélité de l'Église à la Vérité qui lui a été révélée. Il leur enjoint, pour ne pas se tromper dans les controverses, de toujours se tenir avec le pape.

## Sources et liens externes
- (en) Biographie, sur le site du diocèse de Shrewsbury
- (en) Biographie, sur le site de la Conférence des évêques
- (en) Fiche, sur le site Catholic-Hierarchy